# Streonus
Streonus är ett släkte av insekter. Streonus ingår i familjen hornstritar.
Kladogram enligt Catalogue of Life:
| Streonus | \| \| Streonus improcerus \| \| \| \| \| \| Streonus tenebrosus \| \| \| \| |
|          | \| \| Streonus improcerus \| \| \| \| \| \| Streonus tenebrosus \| \| \| \| |
|          | Streonus improcerus                                                         |
|          |                                                                             |
|          | Streonus tenebrosus                                                         |
|          |                                                                             |